# Kožešina

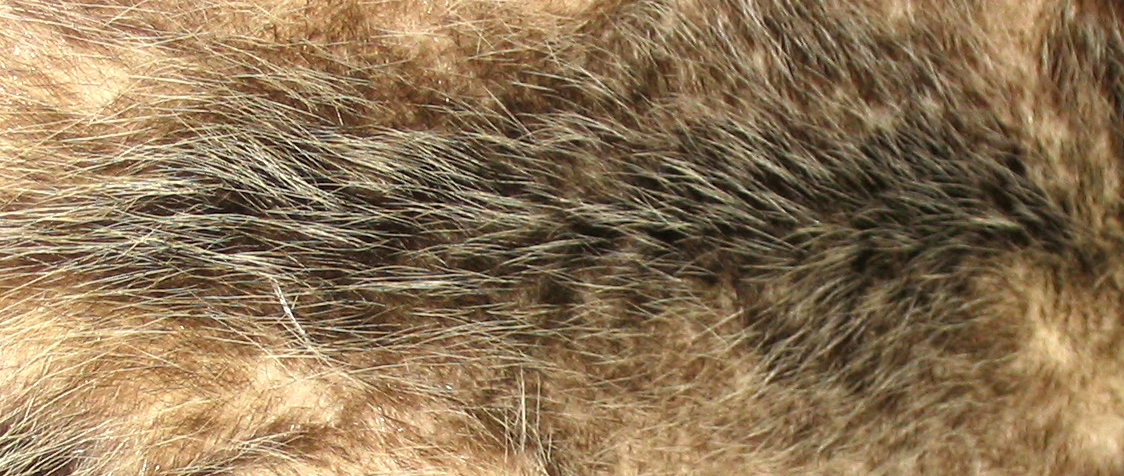
Kožešina z vačice virginské

Kožešina je kůže živočichů se srstí (nejčastěji kožešinových zvířat), která je vyčiněná (vydělaná) a připravená k šití oděvů - kožichů. Jedná se o surovinu používanou v kožedělném průmyslu nebo v řemeslné činnosti zvané kožešnictví.

## Užitný význam

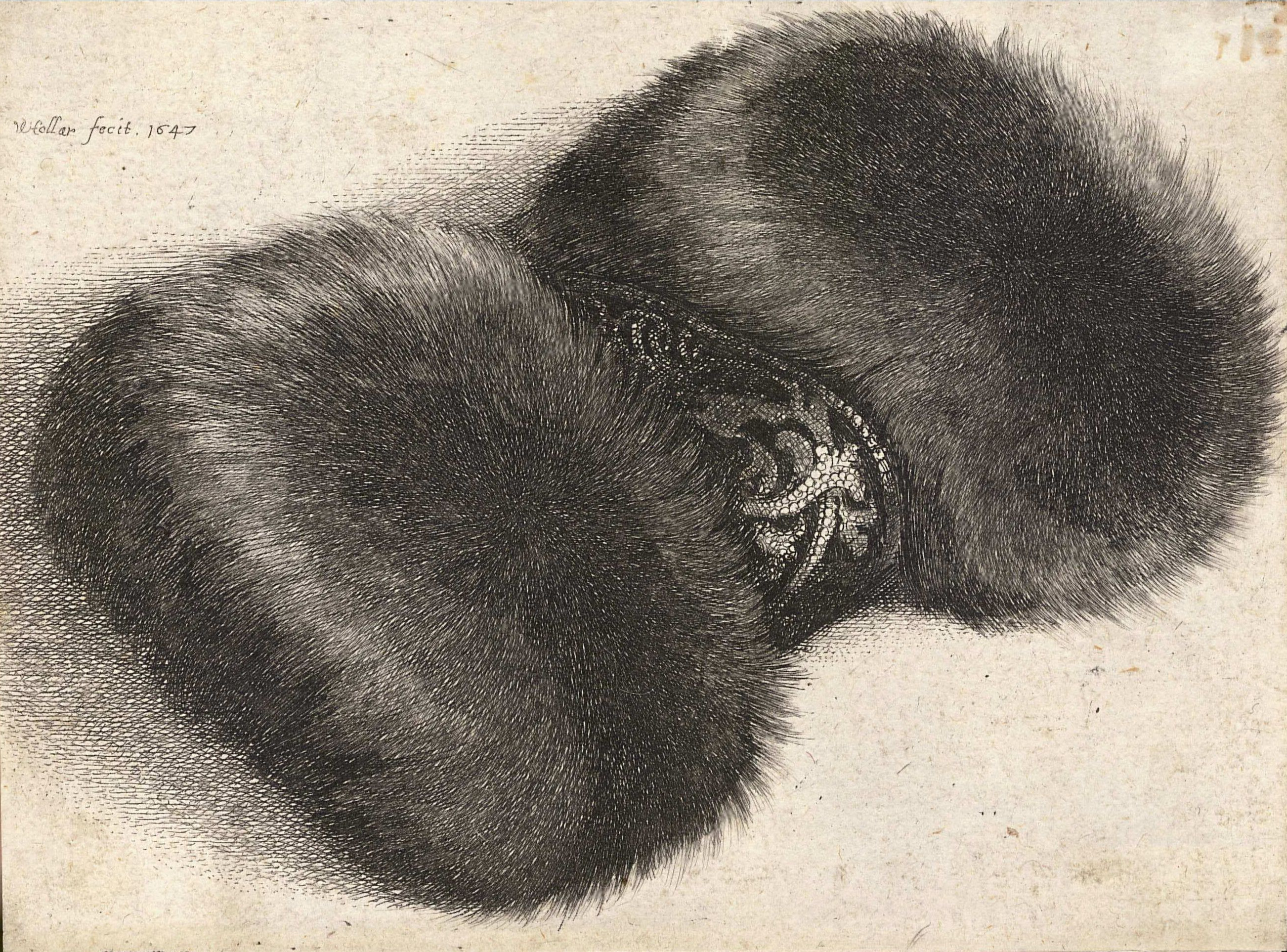
Zobrazením kožešin se zabýval grafik V. Hollar, zde jeden z rukávníků

Kožešiny měly od pravěku velký význam v odívání, který si částečně uchovaly i po rozvoji techniky tkaní látek. Ještě na začátku 20. století nebyly kožešiny plně nahraditelné pro chladné oblasti; tehdy kožešinové oblečení využili Peary i Amundsen v extrémních podmínkách dobývání severního a jižního pólu a jedním z důvodů tragédie Scottovy výpravy bylo zřejmě látkové oblečení. Kromě praktické funkce však byly kožešiny i luxusním zbožím a odznakem sociálního postavení, za nejvzácnější se považoval hermelín z kožek hranostaje, který oblékali králové. Kožešiny jsou vedle barev a kovů jednou ze skupin tinktury užívaných na erbech.

## Obchodní zboží

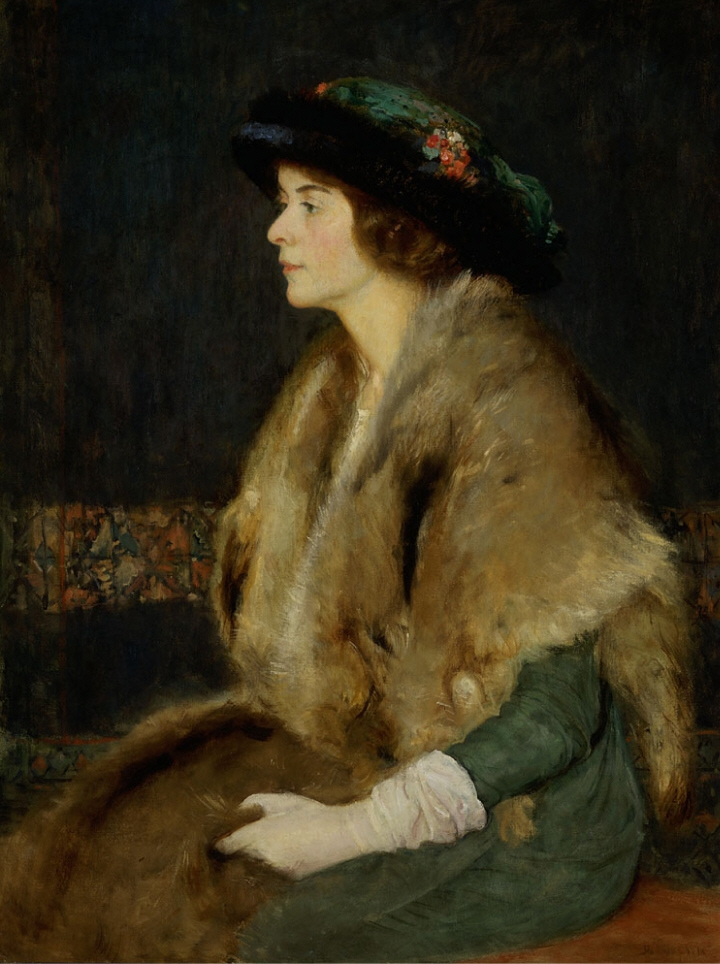
Umělcova dcera – malba z roku 1914 znázorňující ženu s kožešinou

Kožešiny mají velký význam i jako obchodní artikl, počínaje směnným obchodem v pravěku. Významné místo zaujímaly i v ekonomice přemyslovského knížectví v počátcích českého státu. Pro produkci kožešin mají význam chladné oblasti jako je Sibiř a Kanada, kde byly základní životní potřebou Eskymáků a současně jejich hlavním obchodním zbožím.
Kožešiny se získávají legálním i nelegálním lovem kožešinových zvířat nebo jejich chovem na kožešinových farmách. Moderní textilní průmysl a výroba umělých kožešin umožňuje praktické nahrazení kožešin jinými materiály. Nošení kožešinových výrobků proto bývá kritizováno jako zbytečný luxus, kvůli kterému je ohroženo množství kožešinových zvířat žijících ve volné přírodě a divoká zvířat chována v nevyhovujících podmínkách farem, které jsou proto v některých státech jako týrání zvířat zákonem zakázané.